# Doudleby nad Orlicí
Doudleby nad Orlicí là một chợ huyện thuộc huyện Rychnov nad Kněžnou, vùng Královéhradecký, Cộng hòa Séc.